# Agonismus
Agonismus é um gênero de traça pertencente à família Cosmopterigidae.